# مقعد عام

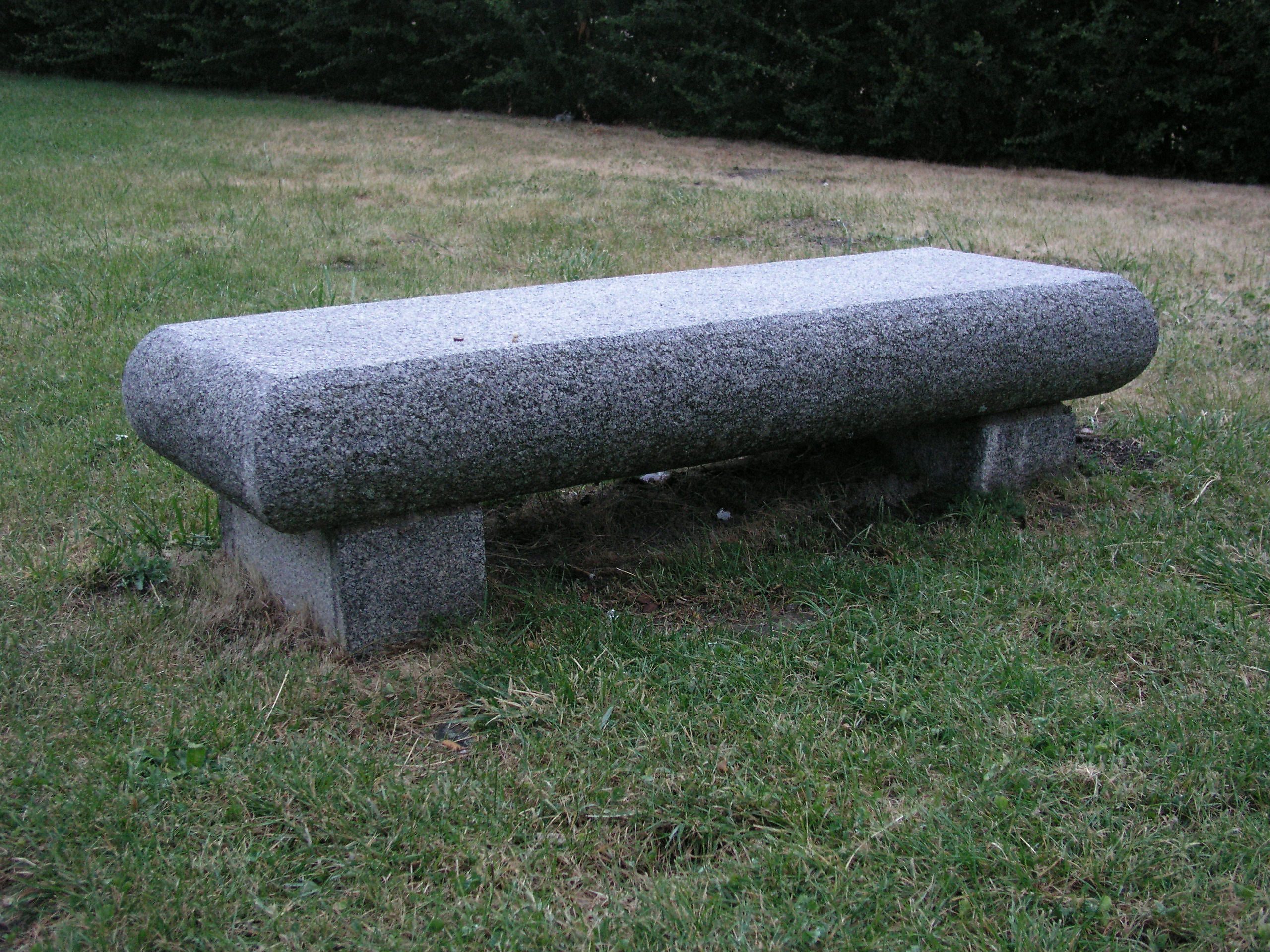
مقعد من حجر.

الدَّكَّة أو المقعد الطويل أو المقعد العام أو البَنْك في التأثيث المدني، هو مقعد يمكن أن يستوعب عدة أشخاص، يقع عادة في الهواء الطلق في الأماكن العامة مثل الحدائق العامة والميادين وفي مواقف الحافلات. وعادة ما تكون مصنوعة من الخشب أو المعدن أو الحجر، وقد يكون له ركاكيات.